# ドワイト・グッデン
ドワイト・ユージーン・グッデン（Dwight Eugene Gooden, 1964年11月16日 - ）は、アメリカ合衆国フロリダ州タンパ出身の元プロ野球選手。（投手）。ニックネームは「Dr.K」、「Doc」。

## 経歴

### プロ入り - マイナーリーグ
1982年のMLBドラフトでニューヨーク・メッツから1巡目（全体5位）に指名を受け入団。1983年はA級リンチバーグで19勝4敗、防御率2.50、300奪三振を記録し、最多勝・最多奪三振・最優秀防御率の三冠を達成。奪三振率は14.14という途轍もない数字だった。当時のメッツ監督デービー・ジョンソンはその奪三振率の高さに注目し、異例のA級から3階級特進でメジャーに昇格させた。

### ニューヨーク・メッツ
1984年4月7日のヒューストン・アストロズ戦で19歳4カ月の若さでメジャーデビューし、5回1失点で初勝利を挙げた。5月11日のロサンゼルス・ドジャース戦で4安打、11奪三振でメジャー初完投・初完封。前半戦を8勝5敗、防御率2.84で折り返し、オールスターゲームに史上最年少で選出され、5回表に3者連続奪三振を記録。後半戦は更に調子を上げ、9月7日は1安打、11奪三振、9月12日は5安打、16奪三振、無四球で連続完封、9月17日は敗れたものの2試合連続で16奪三振を記録した。最終的に17勝9敗、防御率2.60、276奪三振を記録し、最多奪三振のタイトルを獲得。1955年にハーブ・スコアが記録した245奪三振の新人記録を29年ぶりに更新した。ルーキー・オブ・ザ・イヤーを受賞し、前年のダリル・ストロベリーに続いてメッツの選手が受賞した。サイ・ヤング賞の投票でもリック・サトクリフに次ぐ2位に入った。
1985年は更に勢いを増し、シーズンを通じて防御率1点台を維持。8月20日のサンフランシスコ・ジャイアンツ戦で自己最多に並ぶ16奪三振で完封勝利。9月は4勝0敗、防御率0.34を記録した。最終的に24勝4敗、防御率1.53、268奪三振の成績で最多勝・最多奪三振・最優秀防御率の投手三冠を史上最年少で達成。またリーグ1位の16完投、ジョン・テューダーに次ぐリーグ2位の8完封を記録し、サイ・ヤング賞の投票では満票を獲得し、史上最年少で受賞した。防御率は1920年以降ではボブ・ギブソンが1968年に記録した1.12に次ぐ歴代2位の記録である。グッデンは20勝以上を記録した12人目の黒人投手となり、マスコミはまだ20歳の彼に対し将来の殿堂入りまでも噂するようになっていた。また、この年記録したrWARは12.2で、投手単年の値としては1901年以降、1912年と1913年のウォルター・ジョンソン、1901年のサイ・ヤングに次ぐ数値である。
1986年はオールスターゲームに3年連続で選出され、リーグの先発投手を務めたが、3回2失点で敗戦投手となった。シーズンでは17勝6敗、防御率2.84、200奪三振を記録。チームは108勝54敗の圧倒的な強さで13年ぶりの地区優勝を果たす。アストロズとのリーグチャンピオンシップシリーズでは、第1戦でマイク・スコット、第5戦でノーラン・ライアンと投げ合い、自身に勝利は付かなかったものの好投し、チームも4勝2敗でシリーズを制しリーグ制覇。ボストン・レッドソックスとのワールドシリーズでは、第2戦でロジャー・クレメンスと投げ合ったが5回6失点、第5戦も5回途中4失点で共に敗戦投手となる。チームは王手をかけられて迎えた第6戦で奇跡の逆転サヨナラ勝ちを収め、第7戦も勝利し17年ぶりのワールドチャンピオンの栄冠を手にした。しかしグッデンは優勝パレードに姿を見せず、球団は「寝坊したため」と発表したが、後年コカインでどんちゃん騒ぎをしていたことが明らかになった。

### ドラッグ問題と故障
それまでもドラッグ使用の噂はあったが、確定したのは1987年のスプリングトレーニング中にコカインの陽性反応が出た時だった。彼は4月1日から6月5日まで出場停止を防ぐためにリハビリセンターに入り、復帰した時点でシーズンは3分の1が過ぎていたが、15勝7敗、防御率3.21を記録する。1988年は18勝9敗、防御率3.19の成績で、チームの2年ぶりの地区優勝に貢献。ドジャースとのリーグチャンピオンシップシリーズ第1戦で、同年59イニング連続無失点のMLB記録を達成したオーレル・ハーシュハイザーと対決。7回を4安打、10奪三振、2失点に抑えたが、リードされたまま降板。勝てば王手をかける第4戦も8回まで2失点だったが、9回にマイク・ソーシアに痛恨の同点2ランを打たれ、延長12回の末敗れた。結局第7戦でハーシュハイザーに完封負けを喫し、3勝4敗で敗退。1989年は肩の故障に悩まされて17試合の登板に留まり、9勝4敗、防御率2.89と自身最低の成績に終わり、連続15勝以上も5年でストップした。
1990年は19勝7敗、防御率3.83、223奪三振を記録して復活を果たし、奪三振はチームメイトのデビッド・コーンの233に次ぐリーグ2位だった。1991年は13勝7敗、防御率3.60を記録するが、8月22日の登板を最後に故障で戦線離脱。同年2人のチームメイトとレイプの疑いで起訴されるが、報道はされなかった。1992年は防御率3.67ながら、援護に恵まれず10勝13敗。自身初の負け越しで、敗戦数が2桁に達したのも初めてであった。1993年も防御率3.45ながら12勝15敗、9月は故障により登板なしに終わる。チームは103敗を喫し新球団フロリダ・マーリンズよりも下の地区最下位に沈んだ。同年シーズン中、スポーツ・イラストレイテッド誌はグッデンの特集記事を執筆し、題は「From Phenom to Phantom（怪物から幻へ）」であった。1994年は開幕投手を務め勝利投手となるが、シカゴ・カブスの1番打者のタフィ・ローズに初回から3打席連続本塁打を浴びるなど7失点を喫した。その後不振でマイナーに降格する。3勝4敗、防御率6.31の段階で、コカインの陽性反応が出て60日間の出場停止処分を受ける。その期間中再び陽性反応が出たため、翌1995年も全試合出場停止となった。2度目の処分を受けた翌日、妻モニカはグッデンが寝室で弾のこもった銃を頭に向けている姿を発見している。10月24日にフリーエージェントとなった。

### ニューヨーク・ヤンキース
処分が明けた1996年2月20日にニューヨーク・ヤンキースと契約。元チームメイトで、同じく才能に恵まれながらドラッグ問題で成績を下降させたストロベリーと再びチームメイトになった。ブランクの影響から4月は0勝3敗、防御率8.38と不調で解雇されかけるが、5月14日のシアトル・マリナーズ戦でノーヒットノーランを達成。11勝7敗、防御率5.01で3年ぶりの2桁勝利を記録した。チームは15年ぶりの地区優勝を果たしたが、ポストシーズンのロースターには登録されなかった。1997年は9勝を記録してチームのワイルドカード獲得に貢献。クリーブランド・インディアンスとのディビジョンシリーズ第4戦で先発登板し、再びハーシュハイザーと対決。6回途中を1失点に抑えたが、リリーフが打たれてサヨナラ負け。結局2勝3敗で敗退した。オフにフリーエージェントとなり、12月8日にインディアンスと契約した。

### 以後

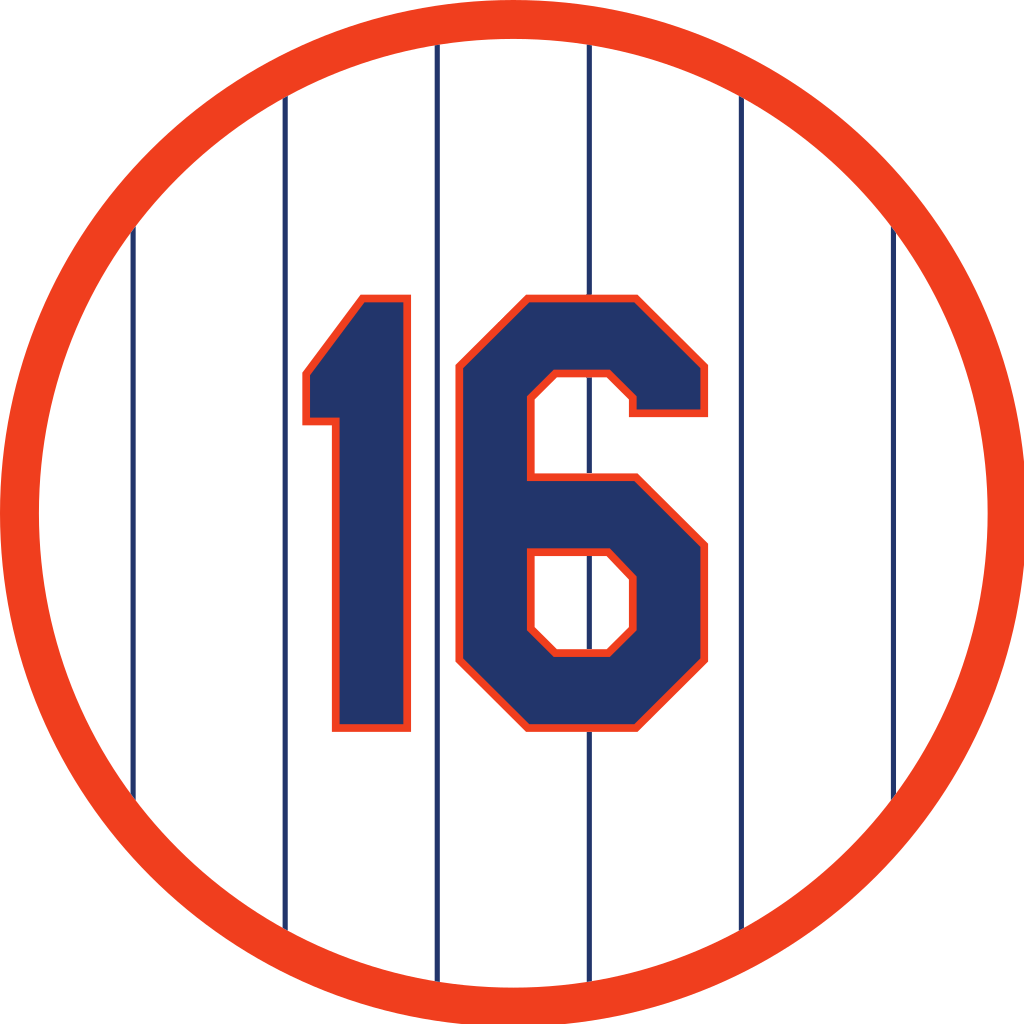
グッデンのメッツ在籍時の背番号「16」。
ニューヨーク・メッツの永久欠番に2024年指定。

1998年は終盤に5連勝して8勝6敗、防御率3.76を記録し、チームの地区優勝に貢献。ディビジョンシリーズ、リーグチャンピオンシップシリーズではそれぞれ1試合ずつ先発登板したが、いずれも不本意な結果に終わった。1999年は3勝4敗、防御率6.26に終わり、オフにフリーエージェントとなった。2000年1月6日にアストロズと契約したが、1試合の先発登板のみで解雇され、4月13日にタンパベイ・デビルレイズに移籍。しかし結果を残せずまたも解雇、6月11日に古巣ヤンキースとマイナー契約を結んだ。7月にメジャー昇格したが、先発登板は5試合のみで、ロングリリーフもしくは敗戦処理という役割だった。チームは地区優勝し、ポストシーズンのロースター入りを果たし2試合に登板したが、共に敗戦処理だった。古巣メッツとのワールドシリーズでは登板機会がなかった。2001年、ヤンキースの招待選手としてスプリングトレーニングに参加するが解雇され、引退。引退後はヤンキースにフロント入りし、2004年には甥であるゲイリー・シェフィールドとチームとの交渉の仲介人を務めた。
2023年、古巣メッツはグッデンの在籍時の背番号『16』を永久欠番に指定することを発表。翌2024年4月14日に永久欠番表彰式が執り行われた。

## 数々のトラブル
2002年2月20日には故郷タンパで飲酒運転で逮捕され、同時に免停中であった事が発覚した。
2003年1月にも再び免停中の運転で再逮捕されている。
2005年3月12日に、再び故郷タンパでガールフレンドが彼の頭に向かって電話を投げたのに腹を立て、殴打した疑いで逮捕される。しかし、情状酌量で2日後に釈放。
同年8月23日には運転中に警察官に呼び止められた後、運転免許証を渡し逃走。警官は報告書の中で彼の目は充血しており、滑舌も回っておらずアルコール臭かったと言述。3日後、グッデンは警察署に出頭した。
2006年3月には保護観察の身分でありながらコカイン使用状態で監察官との面会に訪れたことから再逮捕。グッデンは社会との隔離状態がコカインから脱却するきっかけになるかもしれないと考え、保護観察期間の延長より刑務所に服役する道を選ぶ。
同年4月17日から服役。5月31日に刑務所からのインタビューで「俺はここに戻ってこない…ここに戻ってくるくらいなら銃で撃たれた方がまし…もし俺がこの教訓から学べなかったら、一生学べないだろう」と述べ、7カ月間の服役を終え11月6日に釈放。
2010年3月23日、子供を乗せた車を運転中に他の車と衝突し、逮捕。警察の調べによってドラッグの服用が確認された。
2019年6月7日に再びコカインの所持により逮捕された。2020年11月12日、1年の保護観察処分を受けた。

## 選手としての特徴
最速100mph（約161km/h）のホップする速球に加え、一級品のドロップカーブを武器にしたパワーピッチャー。
その投球スタイルから、NBAの名選手ジュリアス・アービングの愛称"ドクターJ"と、三振の略称である"K"に因んで"ドクターK"という愛称で親しまれ、後に"ドック"と省略された。カーブにも"チャーリーおじさん"という通常のカーブの愛称に因んで"チャールズ卿"という愛称がつけられた。また、現在球場で三振を奪った数の分だけ"K"と書かれたプラカードを掲げるシーンが見られるが、それが初めて行われたのはグッデンがホームのシェイ・スタジアムで登板した試合である。

## 詳細情報

### 年度別投手成績
| 年 度     | 球 団     | 登 板 | 先 発 | 完 投 | 完 封 | 無 四 球 | 勝 利 | 敗 戦 | セ 丨 ブ | ホ 丨 ル ド | 勝 率 | 打 者 | 投 球 回 | 被 安 打 | 被 本 塁 打 | 与 四 球 | 敬 遠 | 与 死 球 | 奪 三 振 | 暴 投 | ボ 丨 ク | 失 点 | 自 責 点 | 防 御 率 | W H I P |
| --------- | --------- | ----- | ----- | ----- | ----- | -------- | ----- | ----- | -------- | ----------- | ----- | ----- | -------- | -------- | ----------- | -------- | ----- | -------- | -------- | ----- | -------- | ----- | -------- | -------- | ------- |
| 1984      | NYM       | 31    | 31    | 7     | 3     | 3        | 17    | 9     | 0        | --          | .654  | 879   | 218.0    | 161      | 7           | 73       | 2     | 2        | 276      | 3     | 7        | 72    | 63       | 2.60     | 1.07    |
| 1985      | NYM       | 35    | 35    | 16    | 8     | 1        | 24    | 4     | 0        | --          | .857  | 1065  | 276.2    | 198      | 13          | 69       | 4     | 2        | 268      | 6     | 2        | 51    | 47       | 1.53     | 0.97    |
| 1986      | NYM       | 33    | 33    | 12    | 2     | 1        | 17    | 6     | 0        | --          | .739  | 1020  | 250.0    | 197      | 17          | 80       | 3     | 4        | 200      | 4     | 4        | 92    | 79       | 2.84     | 1.11    |
| 1987      | NYM       | 25    | 25    | 7     | 3     | 1        | 15    | 7     | 0        | --          | .682  | 730   | 179.2    | 161      | 11          | 53       | 2     | 2        | 148      | 1     | 1        | 68    | 64       | 3.21     | 1.20    |
| 1988      | NYM       | 34    | 34    | 10    | 3     | 3        | 18    | 9     | 0        | --          | .667  | 1024  | 248.1    | 242      | 8           | 57       | 4     | 6        | 175      | 5     | 5        | 98    | 88       | 3.19     | 1.20    |
| 1989      | NYM       | 19    | 17    | 0     | 0     | 0        | 9     | 4     | 1        | --          | .692  | 497   | 118.1    | 93       | 9           | 47       | 2     | 2        | 101      | 7     | 5        | 42    | 38       | 2.89     | 1.18    |
| 1990      | NYM       | 34    | 34    | 2     | 1     | 0        | 19    | 7     | 0        | --          | .731  | 983   | 232.2    | 229      | 10          | 70       | 3     | 7        | 223      | 6     | 3        | 106   | 99       | 3.83     | 1.29    |
| 1991      | NYM       | 27    | 27    | 3     | 1     | 1        | 13    | 7     | 0        | --          | .650  | 789   | 190.0    | 185      | 12          | 56       | 2     | 3        | 150      | 5     | 2        | 80    | 76       | 3.60     | 1.27    |
| 1992      | NYM       | 31    | 31    | 3     | 0     | 0        | 10    | 13    | 0        | --          | .435  | 863   | 206.0    | 197      | 11          | 70       | 7     | 3        | 145      | 3     | 1        | 93    | 84       | 3.67     | 1.30    |
| 1993      | NYM       | 29    | 29    | 7     | 2     | 1        | 12    | 15    | 0        | --          | .444  | 866   | 208.2    | 188      | 16          | 61       | 1     | 9        | 149      | 5     | 2        | 89    | 80       | 3.45     | 1.19    |
| 1994      | NYM       | 7     | 7     | 0     | 0     | 0        | 3     | 4     | 0        | --          | .429  | 181   | 41.1     | 46       | 9           | 15       | 1     | 1        | 40       | 2     | 0        | 32    | 29       | 6.31     | 1.48    |
| 1996      | NYY       | 29    | 29    | 1     | 1     | 0        | 11    | 7     | 0        | --          | .611  | 756   | 170.2    | 169      | 19          | 88       | 4     | 9        | 126      | 9     | 1        | 101   | 95       | 5.01     | 1.51    |
| 1997      | NYY       | 20    | 19    | 0     | 0     | 0        | 9     | 5     | 0        | --          | .643  | 472   | 106.1    | 116      | 14          | 53       | 1     | 7        | 66       | 8     | 0        | 61    | 58       | 4.91     | 1.59    |
| 1998      | CLE       | 23    | 23    | 0     | 0     | 0        | 8     | 6     | 0        | --          | .571  | 580   | 134.0    | 135      | 13          | 51       | 0     | 9        | 83       | 3     | 0        | 59    | 56       | 3.76     | 1.39    |
| 1999      | CLE       | 26    | 22    | 0     | 0     | 0        | 3     | 4     | 0        | 0           | .429  | 532   | 115.0    | 127      | 18          | 67       | 3     | 9        | 88       | 4     | 0        | 90    | 80       | 6.26     | 1.69    |
| 2000      | HOU       | 1     | 1     | 0     | 0     | 0        | 0     | 0     | 0        | 0           | ----  | 20    | 4.0      | 6        | 1           | 3        | 0     | 0        | 1        | 2     | 0        | 4     | 4        | 9.00     | 2.25    |
| 2000      | TB        | 8     | 8     | 0     | 0     | 0        | 2     | 3     | 0        | 0           | .400  | 173   | 36.2     | 47       | 14          | 20       | 0     | 3        | 23       | 2     | 0        | 32    | 27       | 6.63     | 1.83    |
| 2000      | NYY       | 18    | 5     | 0     | 0     | 0        | 4     | 2     | 2        | 2           | .667  | 274   | 64.1     | 66       | 8           | 21       | 3     | 0        | 31       | 1     | 0        | 28    | 24       | 3.36     | 1.35    |
| '00計     | NYY       | 27    | 14    | 0     | 0     | 0        | 6     | 5     | 2        | 2           | .545  | 447   | 101.0    | 113      | 23          | 44       | 3     | 3        | 55       | 5     | 0        | 64    | 55       | 4.71     | 1.55    |
| MLB：16年 | MLB：16年 | 430   | 410   | 68    | 24    | 11       | 194   | 112   | 3        | *2          | .634  | 11705 | 2800.2   | 2564     | 210         | 954      | 42    | 78       | 2293     | 76    | 33       | 1198  | 1091     | 3.51     | 1.26    |

- 各年度の太字はリーグ最高
- 「-」は記録なし
- 通算成績の「*数字」は不明年度があることを示す

### 年度別打撃成績
| 年 度     | 球 団     | 試 合 | 打 席 | 打 数 | 得 点 | 安 打 | 二 塁 打 | 三 塁 打 | 本 塁 打 | 塁 打 | 打 点 | 盗 塁 | 盗 塁 死 | 犠 打 | 犠 飛 | 四 球 | 敬 遠 | 死 球 | 三 振 | 併 殺 打 | 打 率 | 出 塁 率 | 長 打 率 | O P S |
| --------- | --------- | ----- | ----- | ----- | ----- | ----- | -------- | -------- | -------- | ----- | ----- | ----- | -------- | ----- | ----- | ----- | ----- | ----- | ----- | -------- | ----- | -------- | -------- | ----- |
| 1984      | NYM       | 31    | 83    | 70    | 5     | 14    | 0        | 0        | 0        | 14    | 3     | 0     | 0        | 10    | 2     | 1     | 0     | 0     | 14    | 3        | .200  | .205     | .200     | .405  |
| 1985      | NYM       | 35    | 107   | 93    | 11    | 21    | 2        | 0        | 1        | 26    | 9     | 0     | 0        | 9     | 0     | 5     | 0     | 0     | 15    | 1        | .226  | .265     | .280     | .545  |
| 1986      | NYM       | 33    | 97    | 81    | 5     | 7     | 0        | 1        | 0        | 9     | 4     | 0     | 0        | 13    | 0     | 2     | 0     | 1     | 16    | 3        | .086  | .119     | .111     | .230  |
| 1987      | NYM       | 25    | 71    | 64    | 4     | 14    | 0        | 0        | 0        | 14    | 4     | 0     | 0        | 5     | 1     | 1     | 0     | 0     | 9     | 1        | .219  | .227     | .219     | .446  |
| 1988      | NYM       | 34    | 101   | 90    | 8     | 16    | 1        | 0        | 1        | 20    | 9     | 0     | 0        | 9     | 1     | 1     | 0     | 0     | 18    | 1        | .178  | .185     | .222     | .407  |
| 1989      | NYM       | 19    | 44    | 40    | 1     | 8     | 3        | 0        | 0        | 11    | 1     | 0     | 0        | 3     | 1     | 0     | 0     | 0     | 7     | 1        | .200  | .195     | .275     | .470  |
| 1990      | NYM       | 35    | 94    | 75    | 4     | 14    | 1        | 1        | 1        | 20    | 9     | 0     | 0        | 14    | 1     | 2     | 0     | 2     | 15    | 0        | .187  | .225     | .267     | .492  |
| 1991      | NYM       | 27    | 71    | 63    | 7     | 15    | 3        | 0        | 1        | 21    | 6     | 1     | 1        | 8     | 0     | 0     | 0     | 0     | 9     | 1        | .238  | .238     | .333     | .571  |
| 1992      | NYM       | 33    | 77    | 72    | 8     | 19    | 3        | 1        | 1        | 27    | 9     | 0     | 0        | 4     | 0     | 1     | 0     | 0     | 16    | 1        | .264  | .274     | .375     | .649  |
| 1993      | NYM       | 30    | 76    | 70    | 5     | 14    | 2        | 2        | 2        | 26    | 9     | 0     | 0        | 6     | 0     | 0     | 0     | 0     | 11    | 1        | .200  | .200     | .371     | .571  |
| 1994      | NYM       | 7     | 16    | 12    | 1     | 2     | 0        | 0        | 0        | 2     | 2     | 0     | 0        | 4     | 0     | 0     | 0     | 0     | 1     | 0        | .167  | .167     | .167     | .333  |
| 1996      | NYY       | 29    | 0     | 0     | 0     | 0     | 0        | 0        | 0        | 0     | 0     | 0     | 0        | 0     | 0     | 0     | 0     | 0     | 0     | 0        | ----  | ----     | ----     | ----  |
| 1997      | NYY       | 20    | 4     | 4     | 0     | 0     | 0        | 0        | 0        | 0     | 0     | 0     | 0        | 0     | 0     | 0     | 0     | 0     | 1     | 0        | .000  | .000     | .000     | .000  |
| 1998      | CLE       | 23    | 2     | 2     | 0     | 0     | 0        | 0        | 0        | 0     | 0     | 0     | 0        | 0     | 0     | 0     | 0     | 0     | 1     | 0        | .000  | .000     | .000     | .000  |
| 1999      | CLE       | 3     | 3     | 2     | 1     | 1     | 0        | 0        | 1        | 4     | 2     | 0     | 0        | 0     | 0     | 1     | 0     | 0     | 1     | 0        | .500  | .667     | 2.000    | 2.667 |
| 2000      | HOU       | 1     | 1     | 1     | 0     | 0     | 0        | 0        | 0        | 0     | 0     | 0     | 0        | 0     | 0     | 0     | 0     | 0     | 0     | 0        | .000  | .000     | .000     | .000  |
| 2000      | NYY       | 2     | 2     | 2     | 0     | 0     | 0        | 0        | 0        | 0     | 0     | 0     | 0        | 0     | 0     | 0     | 0     | 0     | 1     | 0        | .000  | .000     | .000     | .000  |
| '00計     | NYY       | 3     | 3     | 3     | 0     | 0     | 0        | 0        | 0        | 0     | 0     | 0     | 0        | 0     | 0     | 0     | 0     | 0     | 1     | 0        | .000  | .000     | .000     | .000  |
| MLB：16年 | MLB：16年 | 387   | 849   | 741   | 60    | 145   | 15       | 5        | 8        | 194   | 67    | 1     | 1        | 85    | 6     | 14    | 0     | 3     | 135   | 13       | .196  | .212     | .262     | .474  |

### 年度別守備成績
| 年 度 | 球 団 | 投手（P） | 投手（P） | 投手（P） | 投手（P） | 投手（P） | 投手（P） |
| 年 度 | 球 団 | 試 合     | 刺 殺     | 補 殺     | 失 策     | 併 殺     | 守 備 率  |
| ----- | ----- | --------- | --------- | --------- | --------- | --------- | --------- |

### タイトル
- 最多勝：1回（1985年）
- 最多奪三振：2回（1984年、1985年）
- 最優秀防御率：1回（1985年）

### 表彰
- 新人王（1984年）
- サイ・ヤング賞：1回（1985年）
- シルバースラッガー賞（投手部門）：1回（1992年）

### 記録
- 投手三冠：1回（1985年）
- MLBオールスターゲーム選出：4回（1984年 - 1986年、1988年）
- ノーヒットノーラン：1回（1996年5月14日、対シアトル・マリナーズ戦）

### 背番号
- 16（1984年 - 1994年、1998年 - 2000年途中）※ニューヨーク・メッツの永久欠番
- 11（1996年 - 1997年）
- 17（2000年途中 - 同年終了）